# Вишиванова Антоніна Олегівна
Антоні́на Оле́гівна Вишива́нова (* 1998) — українська стрибунка у воду, срібна призерка чемпіонату Європи-2022.

## З життєпису
Народилась 1998 року в місті Дніпропетровськ. Пробувала себе у художній гімнастиці, легкій атлетиці, фігурному катанні, навіть у футболі та тхеквондо. Понад 15 років прожила у Китаї. 2018 року пішла по стопах батька.
Потрапляла в топ-5 — 2019 рік; Мостар — та на Чемпіонаті світу зі стрибків у воду з хай-дайвінгу-2019.
На Чемпіонаті Європи з водних видів спорту 2022 здобула срібну нагороду — стрибки у воду з 20-метрової вишки.
Мати та батько Антоніни — тренери зі стрибків у воду. Молодший брат також займається стрибками в воду.
2020 року Антоніна вийшла заміж за колегу-дайвера Микиту Федотова.